# I guerrieri dell'inferno (romanzo)
I guerrieri dell'inferno (Dog Soldiers) è un romanzo di Robert Stone.
Ne è stato tratto il film I guerrieri dell'inferno (1978), diretto da Karel Reisz.

## Edizioni
- Robert Stone, I guerrieri dell'inferno, traduzione di Natalia Coppini, Bompiani, 1978,  p. 232.